# Lancashire Heeler

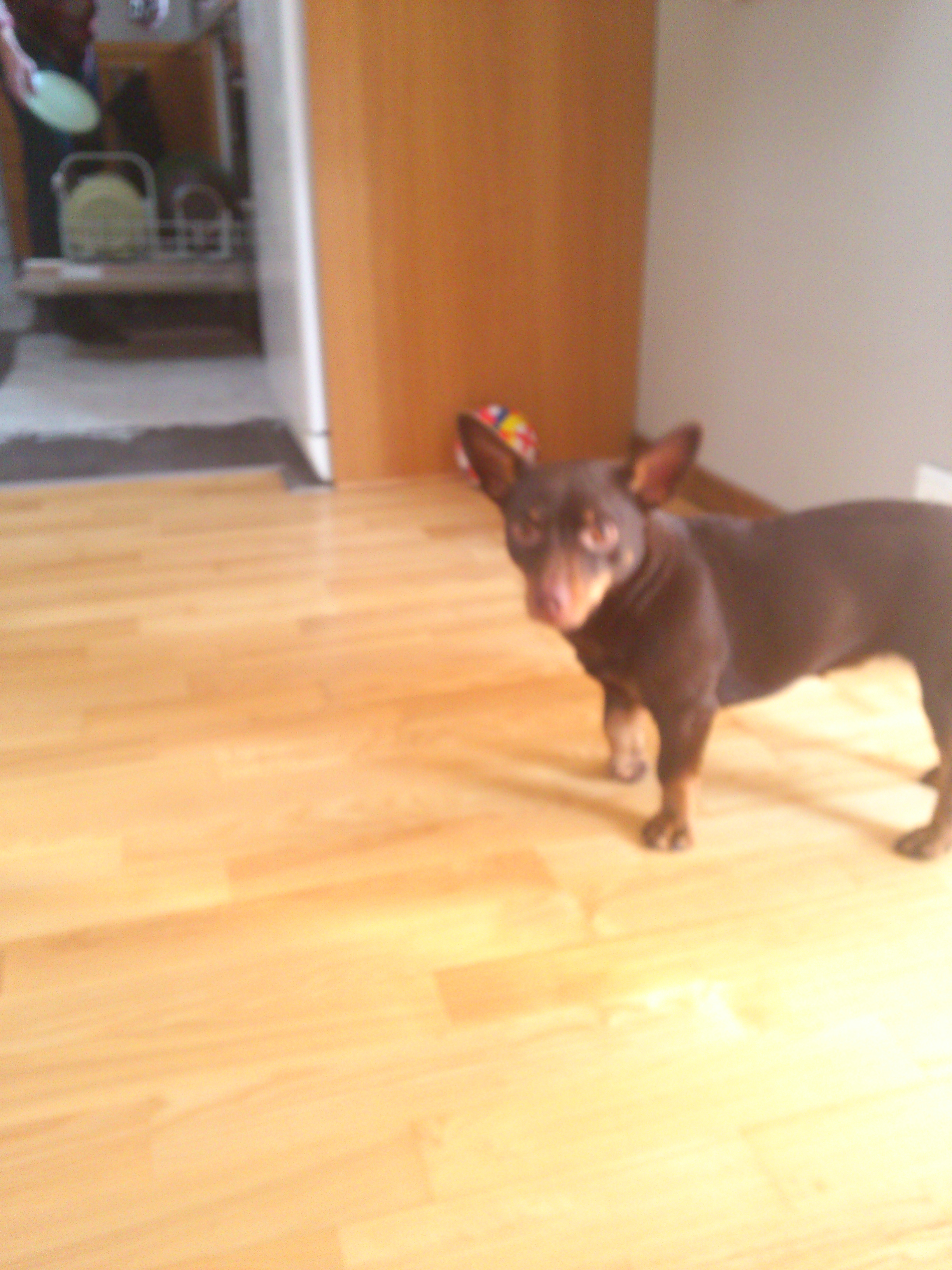
Con chó màu nâu Lancashire Heeler giống cái

Lancashire Heeler là một giống chó nhỏ được phát triển để sử dụng để chăn gia súc. Lancashire Heeler được liệt kê bởi Kennel Club (Anh) là một giống chó dễ bị tổn thương.

## Mô tả

### Hình dáng
Bộ lông mềm mại và mịn màng với lớp lông lót giữ cho chó khô ráo ở mọi nơi. Nó có thể có một bờm nhẹ quanh cổ vào mùa đông. Nó thường có màu đen hoặc màu nâu, nhưng gan và nâu bây giờ được công nhận bởi Kennel Club. Chúng dài hơn một chút so với chiều cao ở vai, thường là từ 25–30 cm ở vai và nặng 5,9–8,2 kg Tai có thể bị nghiêng hoặc dựng lên.

### Tập tính
Đó là đề phòng, thân thiện, tràn đầy năng lượng, thông minh, vui tươi và một người bạn đồng hành dễ chịu. Nhân cách có thể từ lười biếng và vui tươi đến năng động và nói nhiều. Nó thực sự là một con chó rất mạnh mẽ và thích tham gia vào tất cả các loại hoạt động, và có thể mang theo một quả bóng hoặc đối tượng cùng kích thước với nó. Lancashire Heeler thân thiện đối với chủ sở hữu của nó và người qua đường trên đường phố nhưng có thể hung hăng đối với người lạ trên lãnh thổ của nó.

## Sức khỏe
Lancashire Heeler có tuổi thọ từ 12–15 năm trở lên. Ba điều kiện nghiêm trọng phổ biến nhất có thể ảnh hưởng đến Heelers là mắt dị thường coliie, Lạc vị thể thủy tinh và màng đồng tử. Cũng như những điều kiện về mắt, chó của giống chó này có thể bị bệnh vẩy nến.

## Lịch sử

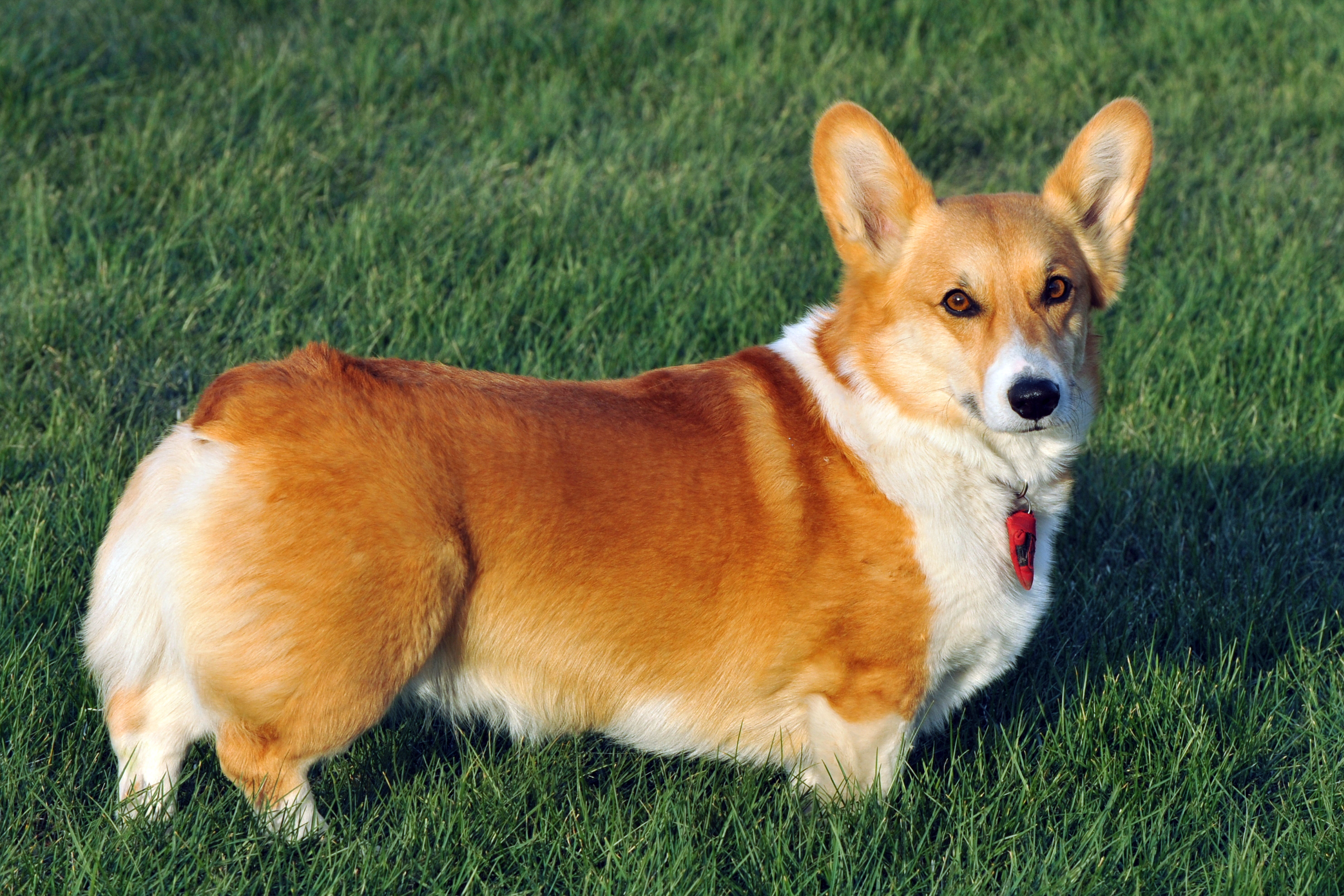
Welsh Corgi được cho là một trong những giống bố mẹ của Lancashire Heeler.

Chi tiết chính xác về nguồn gốc của giống chưa được xác định. Tuy nhiên, nó được chấp nhận rằng Welsh Corgi được sử dụng để thúc đẩy chăn nuôi ở phía tây bắc nước Anh từ xứ Wales. Trong khu vực Ormskirk, một giống chó sục màu đen và nâu được gọi là Chó sục Manchester được giới thiệu, kết quả là bây giờ được biết đến với cái tên Lancashire Heeler. Loài này đã được biết đến ở hạt quê nhà của nó trong hơn một trăm năm mươi năm như là một con chó trang trại có mục đích chung, có khả năng chăm sóc gia súc và chăn gia súc.
Gwen Mackintosh bắt đầu lai tạo các Heelers vào đầu những năm 1960. Cùng với những người đam mê khác, bà đã thành lập Lancashire Heeler Club vào năm 1978, với câu lạc bộ thiết lập một tiêu chuẩn giống và đăng ký. Sự công nhận của Kennel Club sau năm 1981. Mackintosh sẽ tiếp tục làm chủ tịch của câu lạc bộ cho đến khi bà qua đời vào năm 1992.
Loài chó này được công nhận là giống chó bản địa dễ bị tổn thương bởi The Kennel Club vào năm 2006,có nghĩa là con số đăng ký hàng năm là 300 hoặc ít hơn cho giống chó này. Vào năm 2006, 173 Heelers đã được đăng ký tại Anh, năm 2007 điều này đã giảm xuống còn 146. Năm 2016, FCI đã thêm giống này vào danh sách giống được chấp nhận tạm thời.

## Hoạt động
Lancashire Heelers có thể cạnh tranh trong các thử nghiệm nhanh nhẹn của chó, sự vâng phục, diễn xuất, ném bóng và các sự kiện chăn gia súc.Bản năng chăn gia súc và khả năng đào tạo có thể được đo tại các thử nghiệm chăn nuôi không cạnh tranh. Lancashire Heelers trưng bày bản năng chăn nuôi cơ bản có thể được huấn luyện để cạnh tranh trong các thử nghiệm chăn gia súc

## Website chính thức
- Lancashire Heeler trên DMOZ